# Браун, Фёдор Александрович
Фёдор Алекса́ндрович Бра́ун (1862, Санкт-Петербург — 1942, Лейпциг) — российский филолог-германист, декан и профессор Петербургского университета (1905—1920).

## Биография
Родился в Санкт-Петербурге 21 июля (2 августа) 1862 года. В 1885 году окончил историко-филологический факультет Петербургского университета и с 1888 года стал читать в нём курс лекций по истории западноевропейской литературы, германской филологии, немецкому языку. В 1900 году защитил магистерскую диссертацию «Разыскания в области гото-славянских отношений».
В 1890 году руководил экспедицией археолога по исследованию караимского некрополя Мангуп-Кале «с целью найти неоспоримые материалы для решения вопроса о времени поселения в Крыму караимов» вместе с меламмедом феодосийского мидраша Я. М. Кокенаем и газзаном И. М. Султанским.
С 1893 по 1918 году преподавал романо-германскую филологию на Бестужевских курсах.
С 1900 года экстраординарный, с 1905 года — ординарный профессор кафедры истории западноевропейских литератур на романо-германском отделении, открытом по инициативе его учителя А. Н. Веселовского. Отделение, преподавателями которого были также Ф. Д. Батюшков, Р. О. Ланге сделало изучение западноевропейских языков и литератур самостоятельной специальностью.
Член Императорской археологической комиссии. Профессор Высших женских курсов, преподавал в Историко-филологическом институте. Отстаивал необходимость реформы метода преподавания новых языков и посвятил этому вопросу ряд лекций.

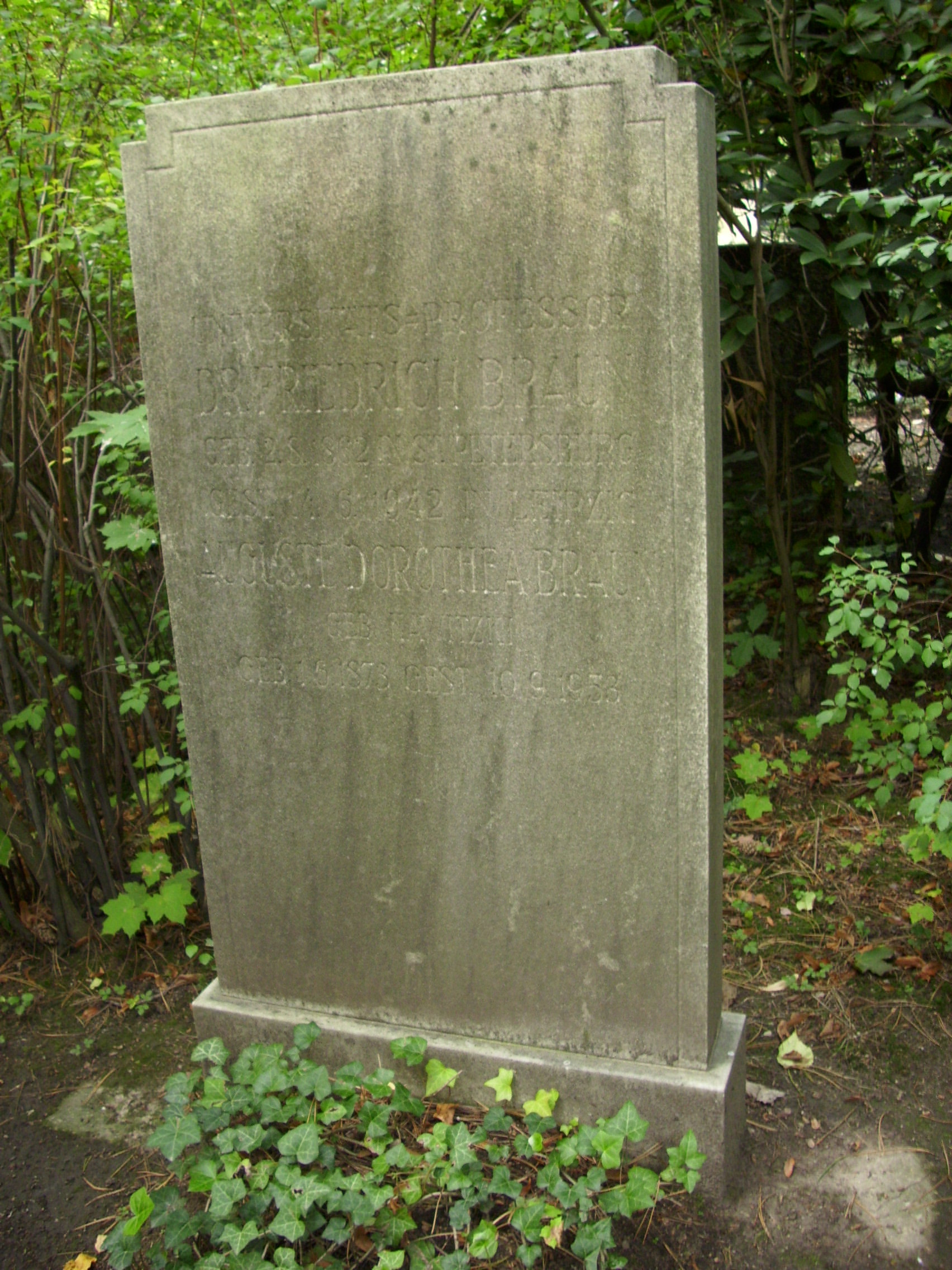
Памятник на могиле Ф. А. Брауна

Автор статей в «Живой старине», «Образовании», «Энциклопедическом словаре Брокгауза и Ефрона».
После Октябрьской революции работал в методических комиссиях Наркомпроса по реформе педагогического образования. В это же время состоял директором реорганизованного Историко-филологического института и был председателем комиссии по организации первого рабфака в Ленинграде.
В 1921 году получил командировку для научных работ в скандинавские государства и в Германию и назад уже не вернулся; в 1922 году был приглашён членом комиссии Наркомпроса по культурной связи (в Берлине) и по поручению этой комиссии составил (совместно с Презентом) систематический обзор научной литературы Германии за 1914—1921 гг.: «Systematische Bibliographie der wissenschaftlichen Literatur Deutschlands der Jahre 1914—21». Читал лекции в Лейпцигском университете, с 1930 по 1932 годы — в качестве профессора. В 1921 году получил звание почётного доктора Лейпцигского университета. С 15 января 1927 года был членом-корреспондентом Академии наук СССР — отделение исторических наук и филологии по разряду исторических наук (история, германская филология). В 1923—1925 годах был одним из редакторов журнала «Беседа».
В 1933 году стал одним из подписантов заявления профессоров о поддержке Гитлера.
Умер в Лейпциге 14 июня 1942 года в возрасте 79 лет.

## Избранная библиография
- Die letzten Schicksale der Krimgoten. — СПб., 1890. — 138 с.
- Разыскания в области гото-славянских отношений. — СПб.: Тип. Императорской Академии Наук, 1899. — Т. I. Готы и их соседи до V века. Первый период: готы на Висле. (магист. диссертация; «Сборник II отд. Имп. Академии Наук». — Т. 64)
- «Фрианд и Шимон, сыновья варяжского князя Африкана» («Известия отделения русского языка и словесности Императорской Академии Наук». — Т. VII. — Кн. 1. — 1902)
- Шведская руническая надпись, найденная на острове Березани («Известия императорской археологической комиссии». — 1907. — Вып. 23)
- Кто был Ингвар-путешественник? // Записки неофилологического общества. Вып. IV. — СПб., 1910. — С. 131—153.
- Днепровский порог в шведской рунической надписи // Сборник археологических статей в честь А. А. Бобринского. — СПб., 1911. — С. 270—276.
- Hvem var Yngvarr eum vidforli? (шведский журнал Fornvannen, 1910; на русском: «Кто был Ингвар путешественник?» «Записки Неофилологического общества», 4 вып., 1910)
- Die Urbevolkerung Europas und die Herkunft der Germanen. — 1922.
- Das historische Russland im nordischen Schrifttum des X. — XIV. Jahrhunderts. Festschrift. Eugen Mogk zum 70. Geburtstag. Halle a. S., 1924. — S. 150—196.

## Семья
В первом браке с Auguste Dorothea Kawizki родился сын Максимилиан Браун (1903—1984). Затем женился на русской поэтессе Евгении Михайловне Студенской, дочери лейб-медика двора Его Императорского Величества М. М. Шершевского, которая овдовела в 1904 году; этот брак был весьма непродолжительным; ещё в первом браке, ухаживая за больным мужем, она заразилась туберкулёзом и 17 мая 1906 года скончалась.